# Zonopterus perversus
Zonopterus perversus là một loài bọ cánh cứng trong họ Cerambycidae.